# Консепсион (Чиле)
Консепсион (шп. Concepción)(изговорⓘ) је град у Чилеу, седиште провинције Консепсион и регије Биобио—Велики Консепсион (Гран Консепсион, који укључује Талкавано, Сан Педро де ла Паз, Валпен, Чигвајанте, Пенко, Томе, Лота, Коронел, Валки и сам Консепсион) је друга по величини конурбација у Чилеу, са 889.725 становника (по попису становништва 2002). Појединачно је 11. по величини комуна у Чилеу, са 212.003 становника.

## Историја
Град је основао шпански конкистадор Педро де Валдивија 5. октобра 1550. године, на походу освајања Чилеа. Том приликом Педрова војска је поразила племе Арауканаца, староседелаца овог дела Јужне Америке.

## Знаменитости
Међу страним и домаћим туристима најпознатије знаменитости Консепсиона су:
- Универзитет у Консепсиону - Главном Кампусу
- Парк Еквадор - Зона Забавана
- - Трг Оружја у Консепсиону

## Клима
| Клима Консепсион (Чиле)                                                             | Клима Консепсион (Чиле) | Клима Консепсион (Чиле) | Клима Консепсион (Чиле) | Клима Консепсион (Чиле) | Клима Консепсион (Чиле) | Клима Консепсион (Чиле) | Клима Консепсион (Чиле) | Клима Консепсион (Чиле) | Клима Консепсион (Чиле) | Клима Консепсион (Чиле) | Клима Консепсион (Чиле) | Клима Консепсион (Чиле) | Клима Консепсион (Чиле) |
| Показатељ \ Месец                                                                   | .Јан.                   | .Феб.                   | .Мар.                   | .Апр.                   | .Мај.                   | .Јун.                   | .Јул.                   | .Авг.                   | .Сеп.                   | .Окт.                   | .Нов.                   | .Дец.                   | .Год.                   |
| ----------------------------------------------------------------------------------- | ----------------------- | ----------------------- | ----------------------- | ----------------------- | ----------------------- | ----------------------- | ----------------------- | ----------------------- | ----------------------- | ----------------------- | ----------------------- | ----------------------- | ----------------------- |
| Апсолутни максимум, °C (°F)                                                         | 28,8 (83,8)             | 32,4 (90,3)             | 30,4 (86,7)             | 26,8 (80,2)             | 24,7 (76,5)             | 21,8 (71,2)             | 21,7 (71,1)             | 24,9 (76,8)             | 28,4 (83,1)             | 27,2 (81)               | 27,5 (81,5)             | 33,2 (91,8)             | 33,2 (91,8)             |
| Средњи максимум, °C (°F)                                                            | 22,1 (71,8)             | 21,8 (71,2)             | 20,3 (68,5)             | 17,9 (64,2)             | 15,3 (59,5)             | 13,4 (56,1)             | 12,9 (55,2)             | 13,6 (56,5)             | 14,9 (58,8)             | 16,6 (61,9)             | 18,7 (65,7)             | 20,9 (69,6)             | 17,37 (63,27)           |
| Просек, °C (°F)                                                                     | 16,9 (62,4)             | 16,5 (61,7)             | 15,0 (59)               | 12,9 (55,2)             | 11,5 (52,7)             | 9,8 (49,6)              | 9,2 (48,6)              | 9,7 (49,5)              | 10,7 (51,3)             | 12,2 (54)               | 14,0 (57,2)             | 16,0 (60,8)             | 12,87 (55,17)           |
| Средњи минимум, °C (°F)                                                             | 11,1 (52)               | 10,9 (51,6)             | 9,6 (49,3)              | 8,4 (47,1)              | 8,0 (46,4)              | 6,6 (43,9)              | 5,9 (42,6)              | 6,0 (42,8)              | 6,5 (43,7)              | 7,6 (45,7)              | 8,9 (48)                | 10,5 (50,9)             | 8,33 (46,99)            |
| Апсолутни минимум, °C (°F)                                                          | 1,4 (34,5)              | 4,8 (40,6)              | 1,0 (33,8)              | 1,0 (33,8)              | −1,4 (29,5)             | −1,3 (29,7)             | −3,0 (26,6)             | −1,8 (28,8)             | −0,8 (30,6)             | 0,2 (32,4)              | 0,1 (32,2)              | 1,5 (34,7)              | −3,0 (26,6)             |
| Количина падавина, mm (in)                                                          | 17,6 (6,93)             | 15,1 (5,94)             | 22,7 (8,94)             | 68,5 (26,97)            | 201,9 (79,49)           | 241,3 (95)              | 209,9 (82,64)           | 137,2 (54,02)           | 91,3 (35,94)            | 64,3 (25,31)            | 36,7 (14,45)            | 24,1 (9,49)             | 1.130,6 (445,12)        |
| Извор: Meteo Chile, Información climatológica de estaciones chilenas, December 2013 |                         |                         |                         |                         |                         |                         |                         |                         |                         |                         |                         |                         |                         |

## Побратимљени градови
Консепсион службено сарађује са следећим градовима:
| - - Каскавел, Бразил - - Витлејем, Палестинска Народна Самоуправа - - Гвајакил, Еквадор - - Росарио, Аргентина | - - Ла Плата, Аргентина - - Окланд, Нови Зеланд - - Сукре, Боливија - - Каракас, Венецуела |

## Становништво
| Година       |
| Становништво |
| ------------ |

## Партнерски градови
- Витлејем
- Ла Плата
- Монтереј
- Каскавел
- Окланд
- Куенка
- Гвајакил
- Росарио